# Балтийский камерный оркестр

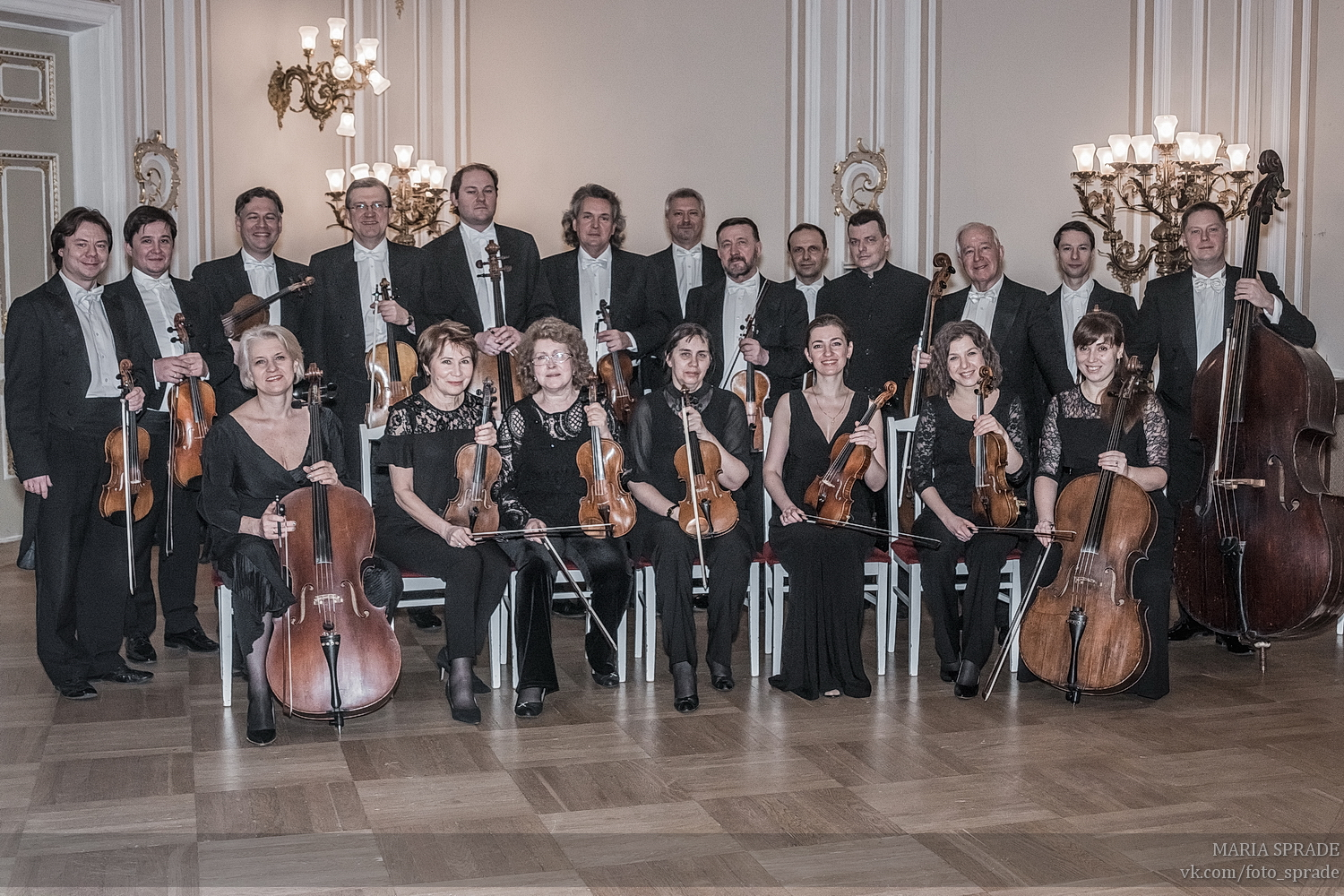

Балтийский камерный оркестр — российский камерный оркестр, базирующийся в Санкт-Петербурге и состоящий из штатных музыкантов Заслуженного коллектива России Академического симфонического оркестра Санкт-Петербургской филармонии. Основан в сентябре 2000 года по инициативе концертмейстера этого коллектива Льва Клычкова и молодого французского дирижёра Эммануэля Ледюк-Барома, возглавляющего состав на протяжении всех этих лет.
Несмотря на концертные выступления в России и Европе, в фокус более пристального внимания оркестр начал попадать в 2017 году с появлением первых звукозаписей, выпущенных британской фирмой Rubicon classics. Первая из этих записей, «Метаморфозы» Рихарда Штрауса и Камерная симфония Дмитрия Шостаковича (оркестровка Восьмого струнного квартета), вызвала одобрительный отзыв журнала The Gramophone, отмечавшего богатую текстуру в исполнении Штрауса и предельную верность (англ. maximum commitment) в исполнении Шостаковича. В дальнейшем то же издание указывало на глубину проникновения музыкантов в записанную оркестром Вторую симфонию Артюра Онеггера. Как «захватывающее, эмоциональное вовлечённое» расценил это исполнение (с произведением Онеггера на диске соседствует «Просветлённая ночь» Арнольда Шёнберга) журнал The Strad.